# Koza Mostra
Koza Mostra je řecká hudební skupina. Skládá se z těchto členů: Elias Kozas (zpěv), Alexis Archontis (bubny), Stelios Siomos (kytara), Dimitris Christonis (basová kytara), Christos Kalaintzopoulos (akordeon) and Vasilis Nalbantis (trumpeta).
Skupina smíchává prvky ska, punku, a rockové hudby spolu se stylem balkánské folkové hudby jako rebetiko. Také jsou známí pro vystupovaní v kiltech nebo fustanellach. Reprezentovali Řecko na Eurovision Song Contest 2013, a to spolu s Agathonasem Iakovidisem a písní "Alcohol Is Free". Umístili se na 6. místě ve finále.

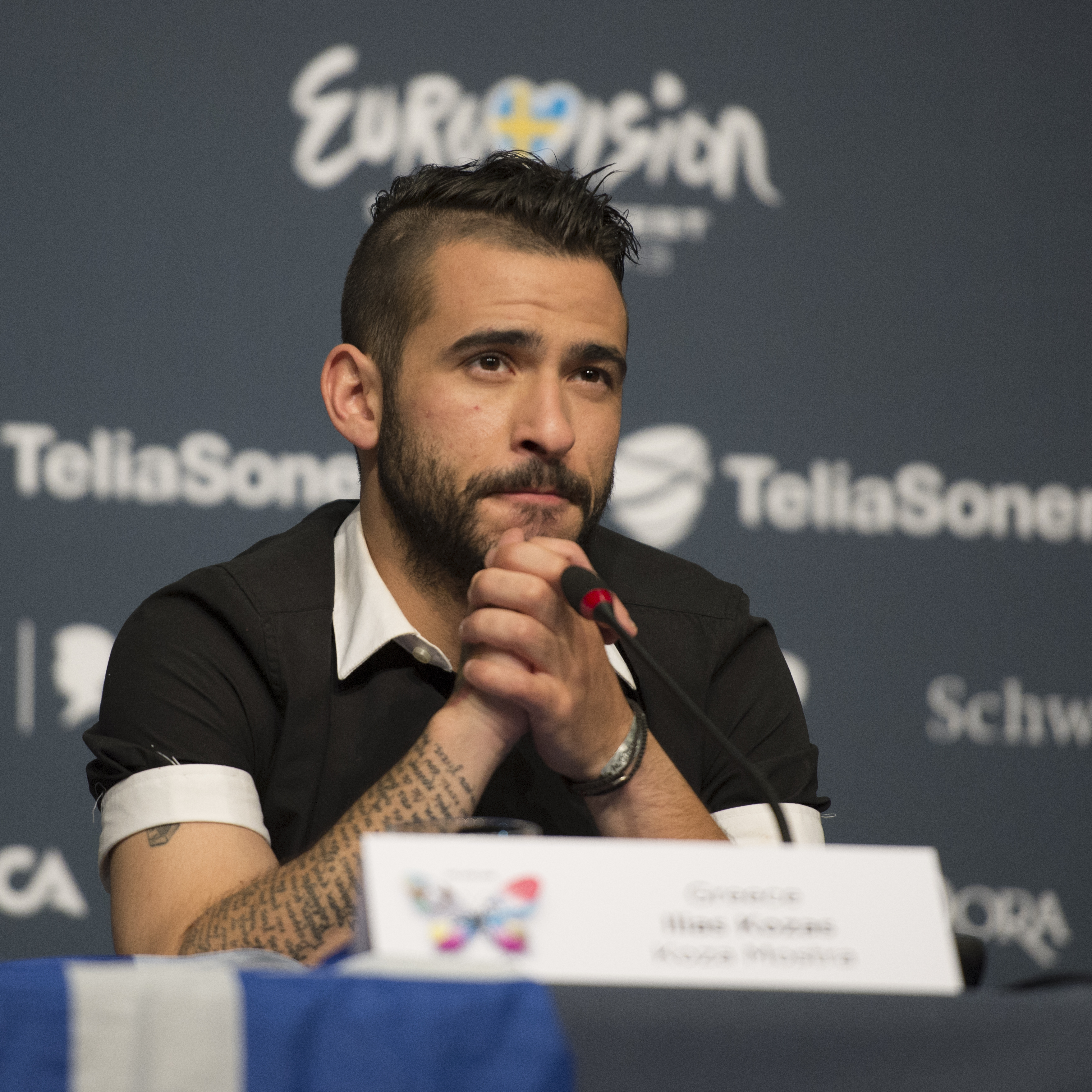
Vedoucí zpěvák Elias Kozas na tiskové konferenci, Eurovision Song Contest 2013

## Diskografie

### Alba
| Název alba         | Detaily alba                                                                            |
| ------------------ | --------------------------------------------------------------------------------------- |
| Keep up the Rhythm | - Vydáno: 22. března 2013 - Vydavatel: Platinum Records - Formát: CD, digitální stažení |

### Singly
| Rok  | Název                                       | Nejvyšší dosažená pozice | Album              |
| Rok  | Název                                       | NL                       | Album              |
| ---- | ------------------------------------------- | ------------------------ | ------------------ |
| 2012 | "Me Trela"                                  | —                        | Keep up the Rhythm |
| 2012 | "Desire"                                    | —                        | Keep up the Rhythm |
| 2012 | "Tora / Me Trela" (ft. Dimos Anastasiadis)  | —                        | Keep up the Rhythm |
| 2013 | "Alcohol Is Free" (ft. Agathonas Iakovidis) | 95                       | Keep up the Rhythm |